# Strade Bianche femenina 2019
La 5.ª edición de la Strade Bianche femenina  se disputó el 9 de marzo de 2019 sobre un recorrido de 136 km con inicio y final en la ciudad de Siena, Italia.
La carrera formó parte del UCI WorldTour Femenino 2019 como competencia de categoría 1.WWT del calendario ciclístico de máximo nivel mundial, siendo la primera carrera de dicho circuito y fue ganada por la ciclista neerlandesa Annemiek van Vleuten del equipo Mitchelton-Scott. El podio lo completaron la ciclista danesa Annika Langvad del equipo Boels-Dolmans y la ciclista polaca Katarzyna Niewiadoma del equipo Canyon SRAM Racing.

## Recorrido
La carrera iniciará y terminará en la ciudad de Siena con un recorrido realizado en su totalidad en el sur de la provincia de Siena, en la Toscana. La carrera es especialmente conocida por sus caminos de tierra blanca (strade bianche o sterrati).
En total, serán 31,6 kilómetros los que, divididos en ocho sectores cubiertos de gravilla (sterrati) que representaron una distancia realmente llamativa para una carrera disputada sobre una distancia total de 136 kilómetros.
La carrera terminará como en años anteriores en la famosa Piazza del Campo de Siena, después de una estrecha ascensión adoquinada en la Via Santa Caterina, en el corazón de la ciudad medieval, con tramos de hasta el 16% de pendiente.
Sectores de caminos de tierra:
| Número | Nombre                | Ubicación           | Longitud (m) | Categoría     |
| ------ | --------------------- | ------------------- | ------------ | ------------- |
| 1      | Vidritta              | km 17,6 - km 19,7   | 2.100        | *             |
| 2      | Bagnaia               | km 25 - km 30,8     | 5.800        | *             |
| 3      | Radi                  | km 36,9 - km 41,3   | 4.400        | * · * · *     |
| 4      | Str. Comune di Murlo  | km 38,5 - km 44     | 5.500        | *             |
| 5      | San Martino in Grania | km 67,5 - km 77     | 9.500        | * · * · *     |
| 6      | Monteaperti           | km 111,3 - km 112,1 | 800          | *             |
| 7      | Colle Pinzuto         | km 116,6 - km 119   | 2.400        | * · * · * · * |
| 8      | Le Tolfe              | km 123,0 - km 124,1 | 1.100        | * · * · *     |

## Equipos participantes
Tomarán parte en la carrera un total de 21 equipos invitados por la organización, todos ellos de categoría UCI Team Femenino.
| Equipos femeninos (21)- Alé Cipollini - Aromitalia Vaiano - BePink - Bigla - Boels Dolmans - BTC City Ljubljana - Canyon-SRAM Racing - CCC-Liv - Eurotarget-Bianchi-Vitasana - FDJ-Nouvelle Aquitaine-Futuroscope - Lotto Soudal Ladies - Mitchelton-Scott - Movistar Team - Servetto-Piumate-Beltrami TSA - Sunweb Women - Tibco-Silicon Valley Bank - Top Girls Fassa Bortolo - Trek-Segafredo - Valcar Cylance - Virtu Cycling Women - WNT-Rotor Pro Cycling |
| |

## Clasificaciones finales
Las clasificaciones finalizaron de la siguiente forma:

### Clasificación general
| \| Clasificación general \| Clasificación general \| Clasificación general \| Clasificación general \| Clasificación general \| \| Ciclista \| Ciclista \| Equipo \| Tiempo \| \| \| --------------------- \| ---------------------- \| --------------------- \| --------------------- \| --------------------- \| \| 1.ª \| Annemiek van Vleuten \| Mitchelton-Scott \| 3 h 48 min 49 s \| \| \| 2.ª \| Annika Langvad \| Boels Dolmans \| + 37 s \| \| \| 3.ª \| Katarzyna Niewiadoma \| Canyon-SRAM Racing \| + 40 s \| \| \| 4.ª \| Marta Bastianelli \| Virtu Cycling Women \| + 44 s \| \| \| 5.ª \| Cecilie Uttrup Ludwig \| Bigla \| + 44 s \| \| \| 6.ª \| Ashleigh Moolman-Pasio \| CCC-Liv \| + 51 s \| \| \| 7.ª \| Marianne Vos \| CCC-Liv \| + 52 s \| \| \| 8.ª \| Janneke Ensing \| Sunweb \| + 54 s \| \| \| 9.ª \| Anna van der Breggen \| Boels Dolmans \| + 1 min 28 s \| \| \| 10.ª \| Chantal Blaak \| Boels Dolmans \| + 1 min 50 s \| \| |                        |                     |                 |
| |                        |                     |                 |
| Fuente: ProCyclingStats |                        |                     |                 |
| Clasificación general |                        |                     |                 |
| Ciclista | Ciclista               | Equipo              | Tiempo          |
| 1.ª | Annemiek van Vleuten   | Mitchelton-Scott    | 3 h 48 min 49 s |
| 2.ª | Annika Langvad         | Boels Dolmans       | + 37 s          |
| 3.ª | Katarzyna Niewiadoma   | Canyon-SRAM Racing  | + 40 s          |
| 4.ª | Marta Bastianelli      | Virtu Cycling Women | + 44 s          |
| 5.ª | Cecilie Uttrup Ludwig  | Bigla               | + 44 s          |
| 6.ª | Ashleigh Moolman-Pasio | CCC-Liv             | + 51 s          |
| 7.ª | Marianne Vos           | CCC-Liv             | + 52 s          |
| 8.ª | Janneke Ensing         | Sunweb              | + 54 s          |
| 9.ª | Anna van der Breggen   | Boels Dolmans       | + 1 min 28 s    |
| 10.ª | Chantal Blaak          | Boels Dolmans       | + 1 min 50 s    |

## Ciclistas participantes y posiciones finales
Convenciones:
- AB-N: Abandono en la etapa "N"
- FLT-N: Retiro por llegada fuera del límite de tiempo en la etapa "N"
- NTS-N: No tomó la salida para la etapa "N"
- DES-N: Descalificado o expulsado en la etapa "N"

## UCI WorldTour Femenino
La Strade Bianche femenina otorgó puntos para el UCI WorldTour Femenino 2019 y el UCI World Ranking Femenino, incluyendo a todas las corredoras de los equipos en las categorías UCI Team Femenino. Las siguientes tablas muestran el baremo de puntuación y las 10 corredoras que obtuvieron más puntos:
| Posición   | 1.ª | 2.ª | 3.ª | 4.ª | 5.ª | 6.ª | 7.ª | 8.ª | 9.ª | 10.ª | 11.ª | 12.ª | 13.ª | 14.ª | 15.ª | 16.ª-30.ª | 31.ª-40.ª |
| Puntuación | 200 | 150 | 125 | 100 | 85  | 70  | 60  | 50  | 40  | 35   | 30   | 25   | 20   | 15   | 10   | 5         | 3         |

| Clasificación |                       |                    |        |
| Posición      | Ciclista              | Equipo             | Puntos |
| ------------- | --------------------- | ------------------ | ------ |
| 1.ª           | Annemiek van Vleuten  | Mitchelton-Scott   | 200    |
| 2.ª           | Annika Langvad        | Boels-Dolmans      | 150    |
| 3.ª           | Katarzyna Niewiadoma  | Canyon SRAM Racing | 125    |
| 4.ª           | Marta Bastianelli     | Virtu              | 100    |
| 5.ª           | Cecilie Uttrup Ludwig | Bigla              | 85     |
| 6.ª           | Ashleigh Moolman      | CCC-Liv            | 70     |
| 7.ª           | Marianne Vos          | CCC-Liv            | 60     |
| 8.ª           | Janneke Ensing        | Sunweb             | 50     |
| 9.ª           | Anna van der Breggen  | Boels-Dolmans      | 40     |
| 10.ª          | Chantal Blaak         | Boels-Dolmans      | 35     |